# Первомайский (Сергиевский район)
Первомайский (чув. Первомайский) — посёлок в Сергиевском районе Самарской области в составе сельского поселения Кармало-Аделяково.

## География
Находится на правом берегу реки Шунгут на расстоянии примерно 13 километров по прямой на востоко-юго-восток от районного центра села Сергиевск.

## Население
Постоянное население составляло 7 человек (чуваши 86 %) в 2002 году, 6 в 2010 году.